# レイス (幽霊)
レイス（wraith、[reɪθ]）とは、ヨーロッパのスコットランド等に伝承として伝わっているアンデッドの一種。

## 概要
魔術師が、幽体離脱に失敗した結果、肉体と魂が分離したままになった末に、変貌してしまった姿であるとされており、その点からアンデッドというよりも生霊に近い存在でもある。
同じく魔術師がアンデッド化した存在ではリッチが挙げられるが、レイスが既に人間としての肉体を失っているのに対し、リッチは肉体がゾンビ等に近い状態で残っている死霊という違いがある。
また、間近に死を迎えようとした人間が周囲の人間の元に幽霊の姿として現れるものや、同じ魔術師によって無理矢理肉体から魂を引き剥がされてしまった者も、このレイスに該当するとされている。
レイスは魂の持ち主と同じ姿で現れ、見た者に呪いの魔術をかけて不幸をもたらすとされているが、異説では無闇に人に危害を加えるような真似はしないどころか、時には困っている人を助ける事さえもあると言われており、個体それぞれによって、人間への行いが異なるようである。また、人間であった頃の記憶を持ったままであるレイスの場合は、魔法の研究を続けている者もいる。
弱点は吸血鬼と同じく太陽の光であり、この為にレイスは基本的に夜にしか表立って活動しないとされている。